# Tường hộ thành

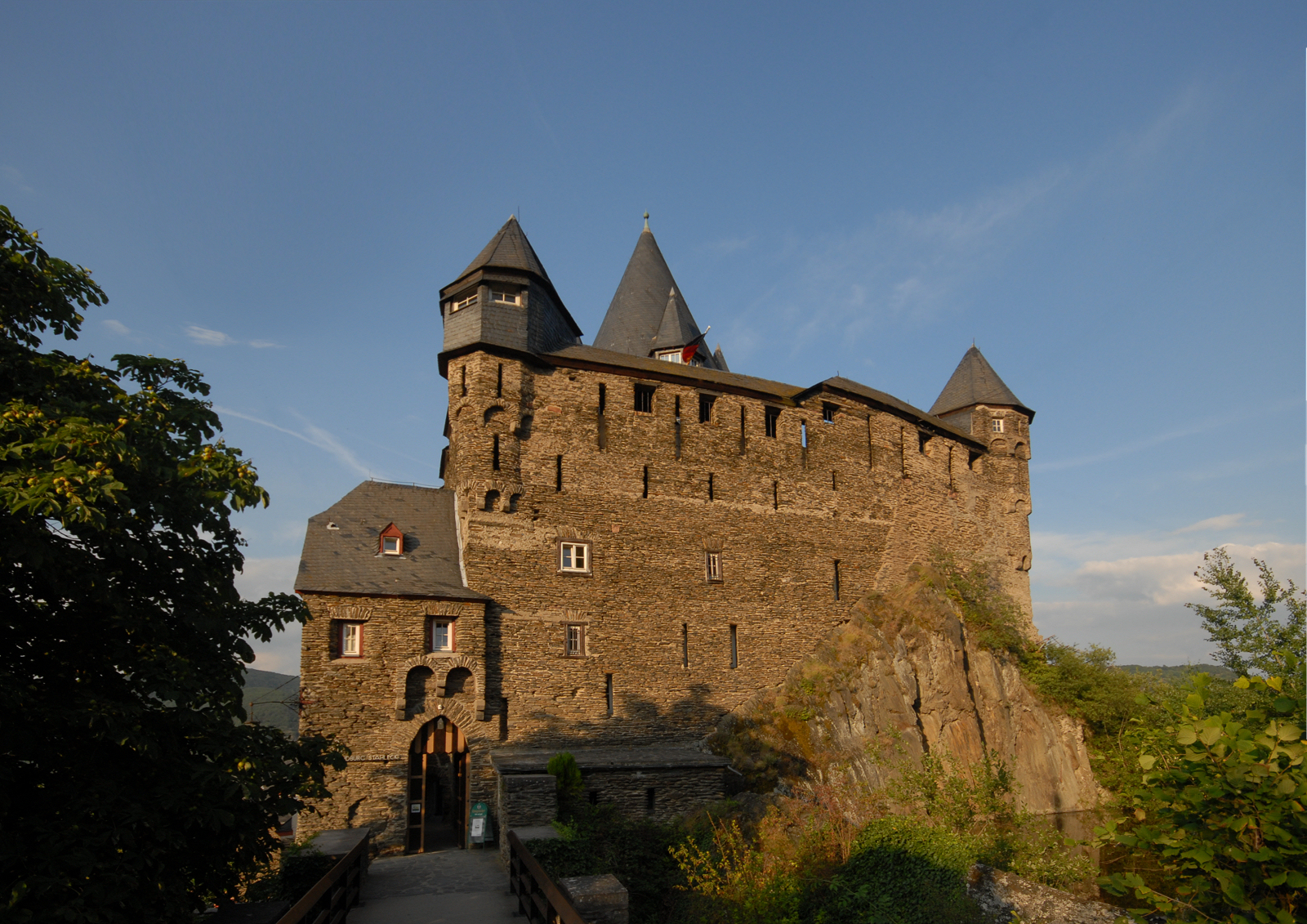
Tường chắn của thành Stahleck

Tường hộ thành (tiếng Đức Schildmauer) được dùng để chỉ bức tường thành cao nhất và chắc nhất. Tường chắn được xây để bảo vệ mặt hay bị tấn công. Khi một tường chắn kéo dài sang một hay 2 mặt khác, nó được  gọi Mantelmauer (tường chắn quanh).

## Hình ảnh

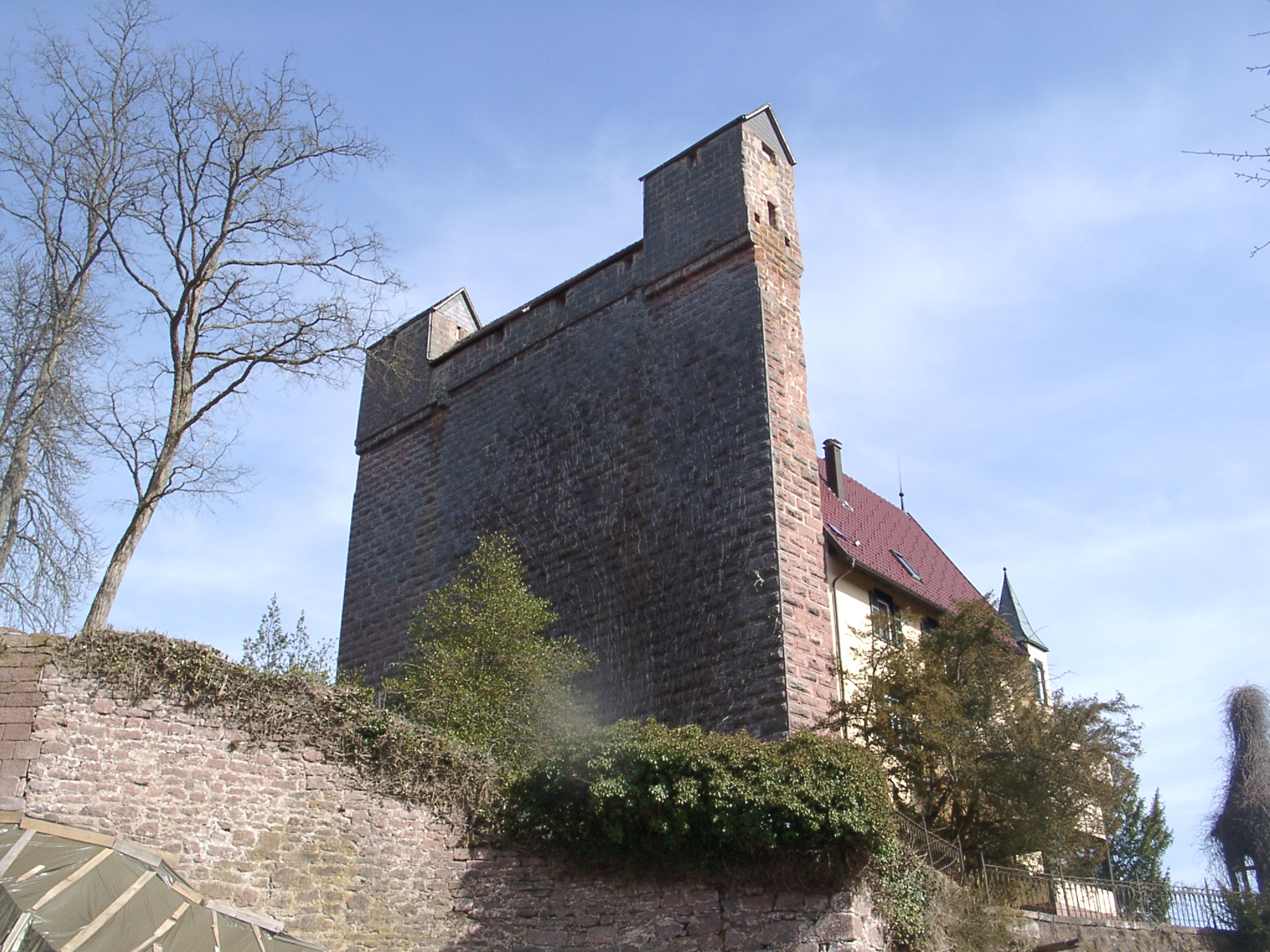
Tường chắn của lâu đài Berneck (Altensteig) ở Hắc lâm.
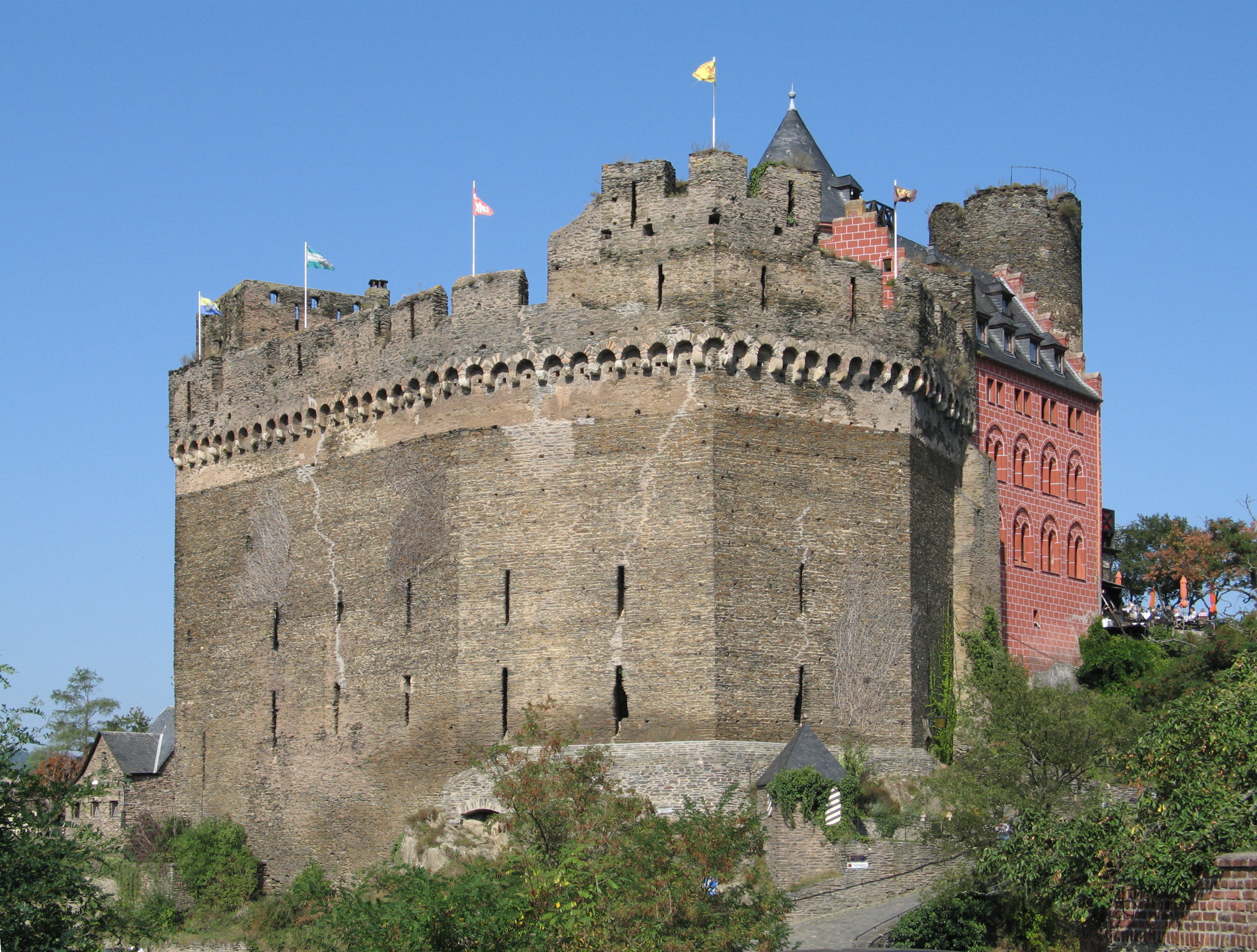
Tường chắn của lâu đài Schönburg gần Oberwesel
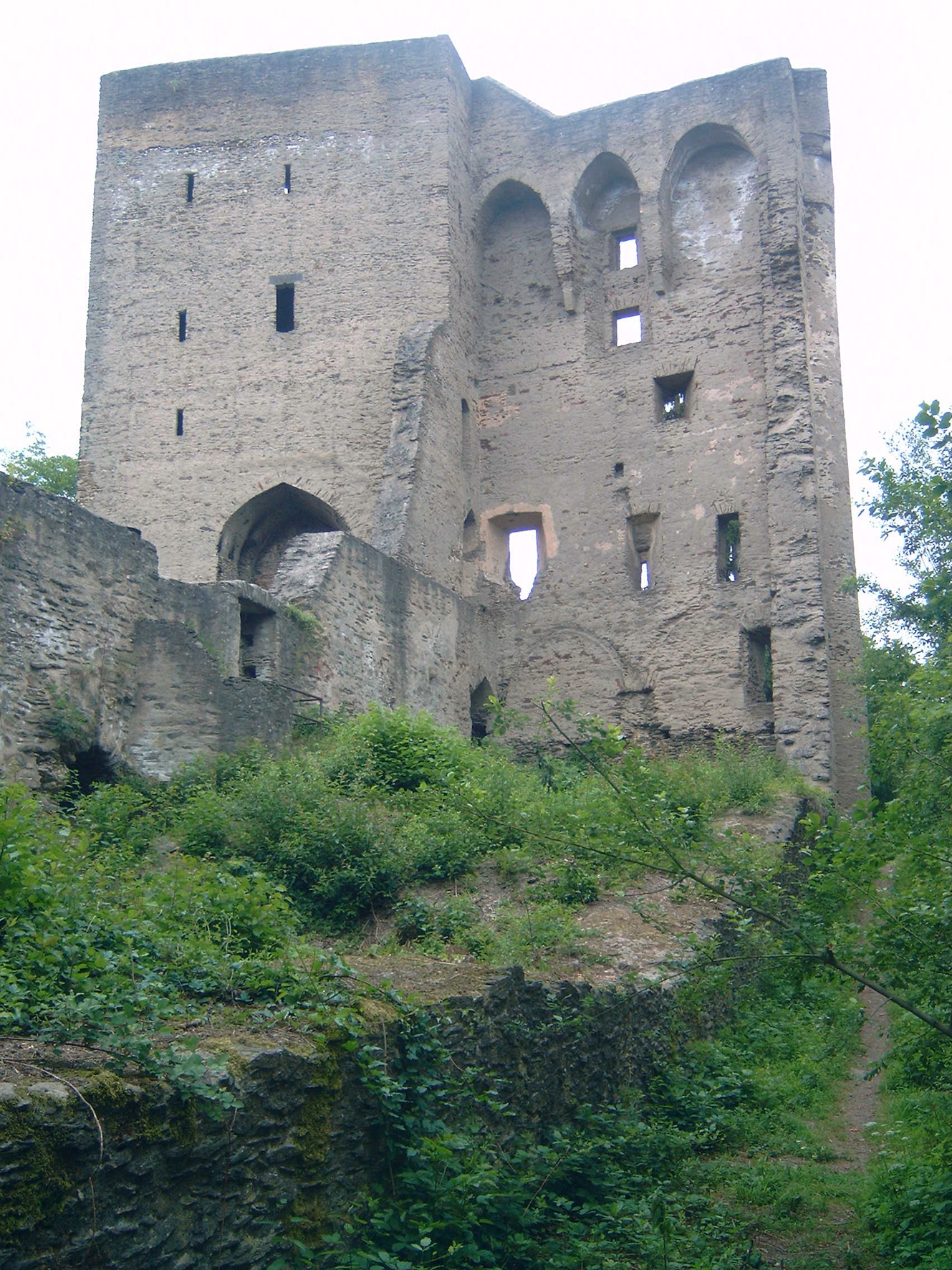
Tường chắn của lâu đài Sporkenburg
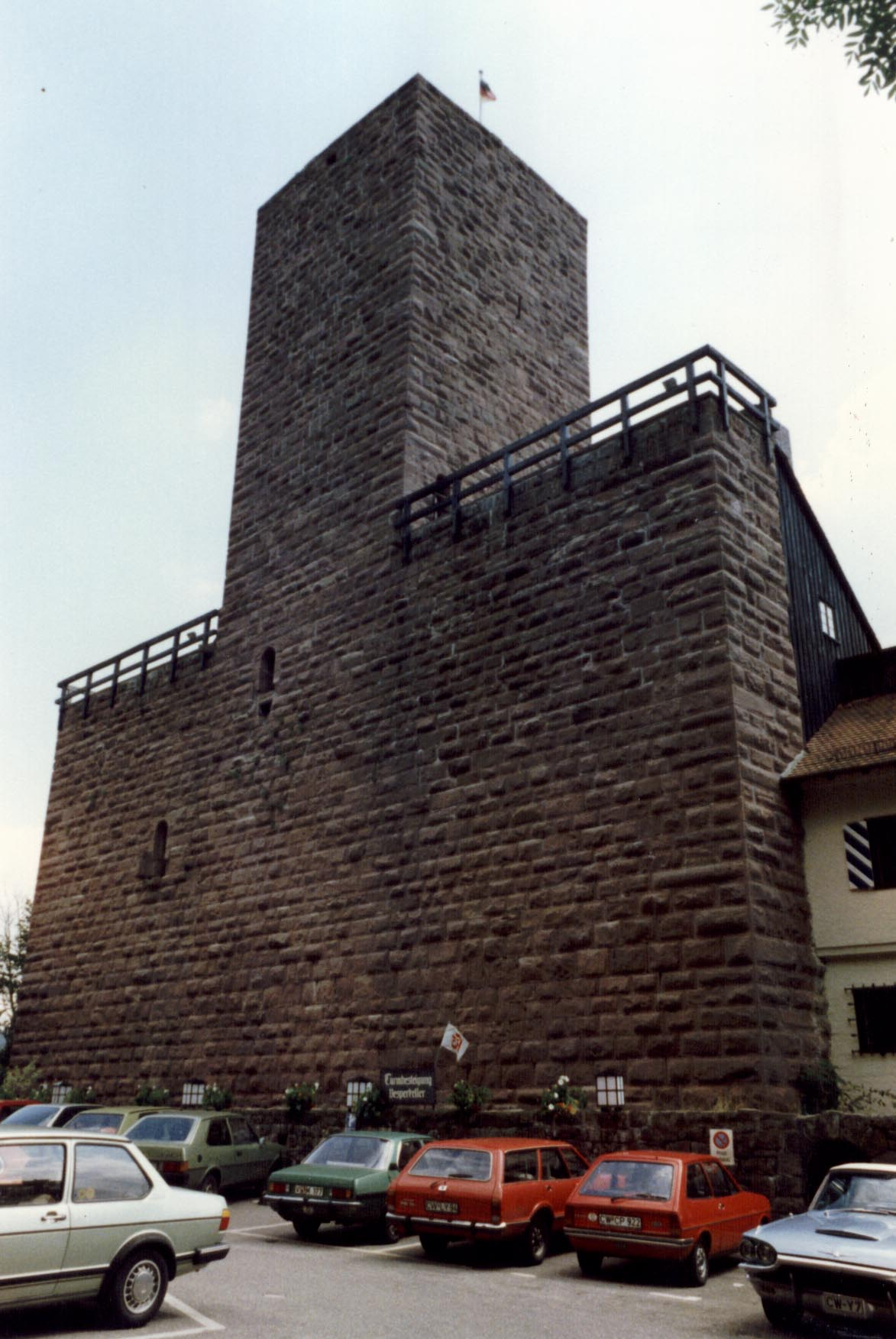
Tường chắn của lâu đài Liebenzell